# Milan Kunc
Milan Kunc (Praag, 1944) is een Tsjechisch-Duits kunstschilder. Hij werd rond 1982 bekend met zijn werk tijdens de opkomst van de Nieuwe Wilden. Zijn werk werd in Nederland gepresenteerd door de Amsterdamse Galerie Riekje Swart. Hij had in 1984 een grote expositie in het Groninger Museum georganiseerd door Frans Haks.

## Leven en werk
Kunc studeerde van 1964 tot 1967 aan de kunstacademie in Praag. In 1969 emigreerde hij naar Duitsland, waar hij van 1970 tot 1975 aan de Kunstakademie Düsseldorf bij Joseph Beuys en Gerhard Richter afstudeerde. 
In 1979 richtte hij samen met Peter Angermann en Jan Knap de kunstenaarsgroep Gruppe Normal op. Deze groep stelde zich ten doel algemeen begrijpelijke schilderijen te produceren. Sinds 1980 werkt hij in het kader van dit project aan een nieuwe zogenaamde Internationale Folklore. Naast schilderijen maakt Kunc ook beelden en foto's. Hij trad in Wuppertal op met kunstacties en performances. 
Kunc woonde en werkte in Keulen, Rome, New York alsook in Den Haag en hij keerde in 2004 terug naar Praag.

## Schilderstijl
Zijn stijl is vrijzinnig figuratief en hij was daarmee vooral in de begintijd heel provocatief. Postmodern eclectisch, speels en ironiserend nam hij de conventies van het heersende kunstbedrijf op de korrel. Parodiërend op allerlei invloeden vanuit de populaire cultuur zoals straatkunst, reclame, stripverhalen en graffiti en met een vette knipoog naar het socialistisch realisme, schiep hij in de loop der jaren een hele stroom van humoristische, soms zoete en soms ook melodramatische, beelden.

## Tentoonstellingen
Milan Kunc exposeerde zijn werk onder meer in:
- 1982: Kunsthalle Düsseldorf, Düsseldorf
- 1984: Von hier aus Zwei Monate neue deutsche Kunst in Düsseldorf, Düsseldorf
- 1992: Belvedere, Praag
- 2003: Große Kunstausstellung NRW, Museum Kunstpalast, Düsseldorf / Deichtorhallen, Hamburg / David Zwirner Gallery, New York
- 2005: Biënnale van Praag, Praag
- 2006: Galerie Caesar, Olomouc
- 2007: The Brno House of Art, Brno